# Ihor Mitiukow
Ihor Mitiukow – ukraiński polityk i ekonomista.
W 1994 był wiceprezesem Narodowego Banku Ukrainy, w latach 1994–1995 wicepremierem, od 1997 do 2001 ministrem finansów. Od 2008 jest szefem przedstawicielstwa banku Morgan Stanley na Ukrainie.
Jego największym sukcesem była restrukturyzacja długu Ukrainy w Klubie Londyńskim i Paryskim.